# Micha’el Bar-Zohar

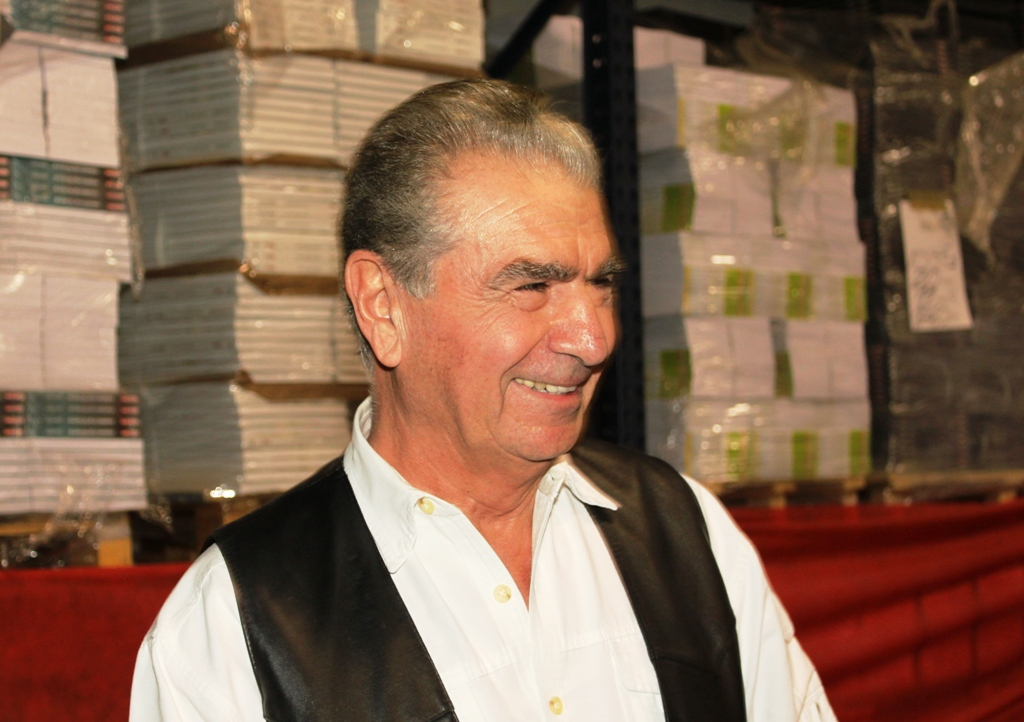
Micha’el Bar-Zohar (2010)

Micha’el Bar-Zohar (hebr.: מיכאל בר-זהר, ang.: Michael Bar-Zohar, ur. 30 stycznia 1938 w Sofii) – izraelski historyk, dziennikarz, pisarz, wykładowca i polityk, w latach 1981–1984 oraz 1988–1992 poseł do Knesetu z listy Koalicji Pracy. Specjalista ds. izraelskiego wywiadu, autor książek historycznych, biograficznych i powieści szpiegowskich.

## Życiorys
Urodził się 30 stycznia 1938 w Sofii w ówczesnym Carstwie Bułgarii. W 1948 wyemigrował do Izraela. Zamieszkał w Tel Awiwie, gdzie ukończył liceum. Następnie w Jerozolimie studiował ekonomię i stosunki międzynarodowe na Uniwersytecie Hebrajskim. W latach 1958–1959 był redaktorem naukowym cotygodniowego dodatku do gazety „Dawar”, wydawanej przez Histadrut.
Następnie wyjechał na kilka lat do Paryża – gdzie w latach 1960–1964 pracował jako korespondent, wydawanego przez partię Achdut ha-Awoda dziennika „La-Merchaw”. We Francji kontynuował także studia – w Instytucie Nauk Politycznych Uniwersytetu Paryskiego, gdzie uzyskał doktorat (Ph.D.).
Po powrocie do Izraela zaangażował się politycznie w nową partię byłego premiera Dawida Ben Guriona – członkiem Rafi był od 1965. Po połączeniu partii lewicowych i powstaniu w 1968 Partia Pracy dołączył do ugrupowania i przez pewien czas zasiadał w jego komitecie centralnym.
W 1967 został rzecznikiem Ministerstwa Obrony. W latach 1970–1973 był wykładowcą na Uniwersytecie w Hajfie. Wykładał także na amerykańskim Uniwersytecie Emory’ego.
W wyborach parlamentarnych w 1981 po raz pierwszy dostał się do izraelskiego parlamentu z listy Koalicja Pracy. W dziesiątym Knesecie zasiadał w dwóch komisjach – obrony i spraw zagranicznych oraz edukacji i kultury. W kolejnych wyborach nie uzyskał reelekcji. Powrócił do parlamentu po wyborach w 1988 ponownie zdobył mandat poselski, a w dwunastym Knesecie przewodniczył komisji edukacji i kultury oraz zasiadał w komisjach: konstytucyjnej, prawa i sprawiedliwości oraz nadzoru nad radiem i telewizją. W kolejnych wyborach utracił miejsce w parlamencie.
Od 1964 rozpoczął publikowanie książek historycznych – naukowych i popularnonaukowych – dotyczących historii Izraela, w szczególności jego tajnych służb. Napisał oficjalne biografie Dawida Ben Guriona i Szimona Peresa oraz kilka powieści szpiegowskich. Publikował również po francusku i angielsku.
W 2010 wraz z dziennikarzem Nissimem Miszalem opublikował książkę o historii Mosadu – Mossad. Najważniejsze misje izraelskich tajnych służb, która stała się izraelskim bestsellerem, a dwa lata później została wydana w dwudziestu krajach, w tym w Polsce.

## Życie prywatne
Żonaty z Galilą.

## Publikacje
Publikacje, o ile nie zaznaczono inaczej, pierwotnie po hebrajsku:
- A Bridge Over the Mediterranean: Franco-Israeli Relations Between 1947–1964 (1964)[1]
- Hunting for the German Scientists (1965)[1]
- The Grayest Month (1965)[1]
- Les Vengeurs (1968, po francusku)[4]
- The Paratroopers Book (1969)[1]
- The Man in Charge: Isser Harel and Tales of the Intelligence Community (1970)[1]
- Spies in the Promised Land (1972, po angielsku)[3]
- Ben-Gurion (3 tomy, 1975)[1]
- The Trains Left Empty (1998)[1]
- Stu zasłużonych ludzi (2007, redakcja)[3]
- Mossad. The Great Operations (2010, wspólnie z Nissimem Miszalem)[5]
- Szimon Peres[2]

### Publikacje w języku polskim
- Mossad. Najważniejsze misje izraelskich tajnych służb (2012, wspólnie z Nissimem Miszalem[5]